# Martha Bolldorf-Reitstätter
Martha Bolldorf-Reitstätter (* 19. Februar 1912 in Innsbruck; † 13. Juni 2001 in Eisenstadt) war eine österreichische Architektin.

## Leben

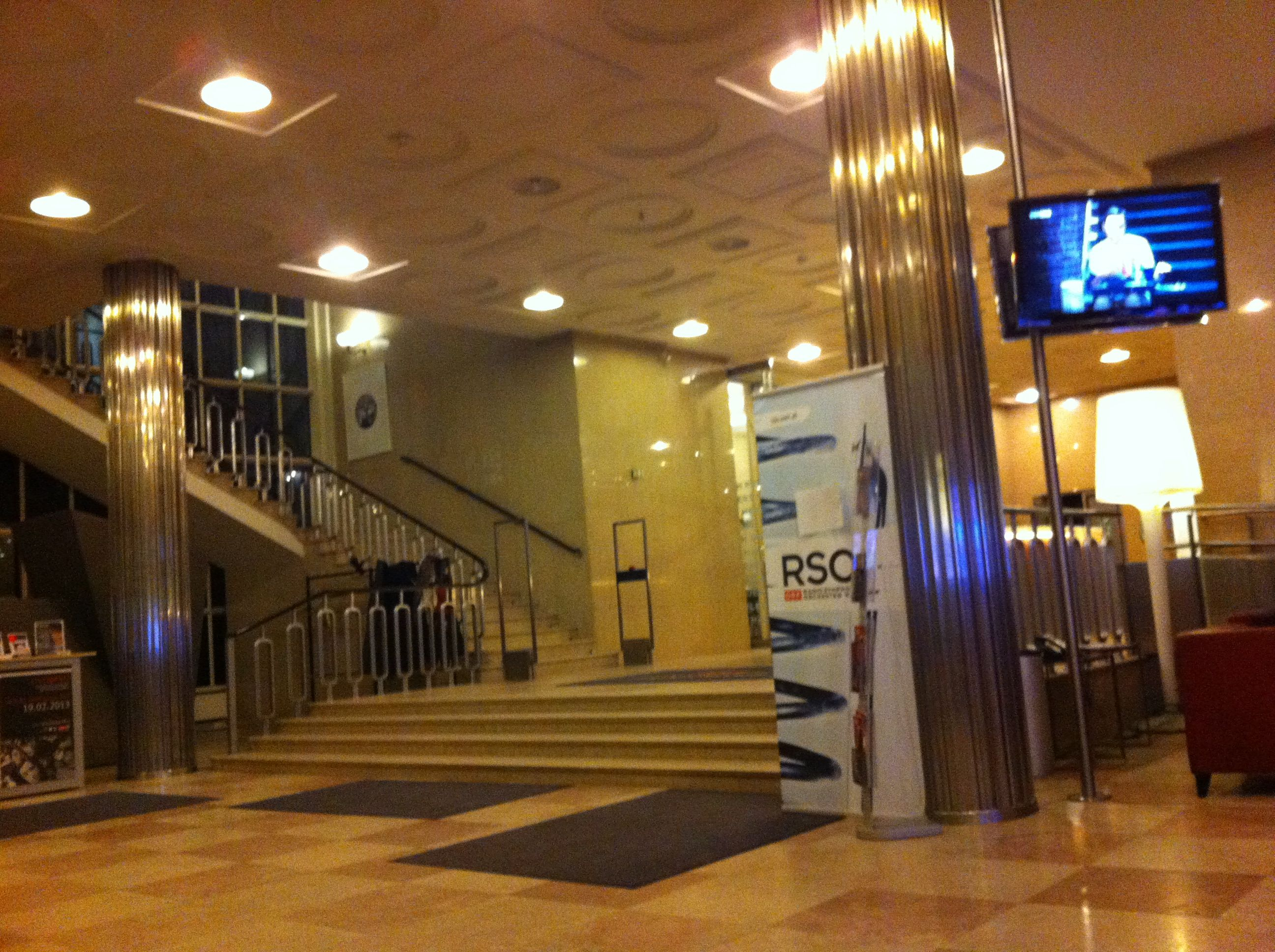
Funkhaus Wien. Nahezu original erhaltener Eingangsbereich mit Hauptstiege (2013)

Nach ihrer Schulausbildung absolvierte Martha Reitstätter 1930 die Matura an der HTL Schellinggasse. Danach besuchte sie an der Akademie der bildenden Künste Wien die Meisterklasse Architektur bei dem österreichischen Architekten Clemens Holzmeister und wurde nach ihrem Abschluss 1934 dessen Mitarbeiterin. Sie war   die erste Frau die ihr Architekturstudium  an der Akademie abgeschlossen hatte. Während Holzmeister sich für den Neubau des türkischen Parlaments fast ununterbrochen in Ankara aufhielt, übertrug er Reitstätter die gesamte Innenraumgestaltung des Funkhauses Wien 4 (Argentinierstraße) in Eigenverantwortung. Sie war für dieses Objekt Bauleiterin von 1936 bis 1940.
1938 folgte der Schritt in die Selbständigkeit mit einem eigenen Architekturbüro und in der Folge bis zu neun Angestellten. Nach der Machtübernahme der Nationalsozialisten wurde sie NSDAP-Mitglied. Bis 1940 erhielt Reitstätter große Aufträge im Städte- und Wohnungsbau. 1942/43 war sie im Rahmen eines freiwilligen Kriegseinsatzes als Stadtplanerin für Melitopol und Simferopol auf der besetzten Krim tätig. 1943 wurde ihr ein Lehrstuhl an der Reichshochschule für angewandte Kunst Wien angeboten, den sie ablehnte, weil sie die Akademie der bildenden Künste als einzige klassische Ausbildungsstätte für Architekten sah.
Ab März 1944 erfolgten Luftangriffe auf Wien, in deren Folge auch Kulturdenkmäler zerstört oder schwer beschädigt wurden. Reitstätter arbeitete 1944 und 1945 zusammen mit dem Dombaumeister Karl Holey im Wiener Bombeneinsatzstab für Kultur- und historische Baudenkmäler. Nach dessen Flucht war sie auch für den Stephansdom zuständig. Bis 1947 erstellte sie Kriegsschadenpläne für die Stadt Wien. Inzwischen verheiratet ging Bolldorf-Reitstätter mit ihrem Mann 1948 für einige Zeit nach Mossul. 1949 wurde sie Mitglied der österreichischen Ingenieurkammer. Weitere Aufenthalte im Irak gab es zwischen 1957 und 1962. Sie erwarb 1963 das Schloss Kobersdorf, an dessen Restaurierung und Revitalisierung sie bis zu ihrem Lebensende arbeitete. Ab 1970 war sie Ziviltechnikerin in der Wiener Kammer der Architekten und Ingenieure. Im Burgenland, ihrem neuen Lebensmittelpunkt erhielt sie, als erste Architektin, mehrere Aufträge durch die Diözese Eisenstadt und in Eisenstadt realisiert sie 1971 das erste Wohnhochhaus.
Martha Bolldorf-Reitstätter war ab 1946 mit dem Architekten Leo Nikolaus Bolldorf (1910–1996) verheiratet, mit dem sie zwei Söhne und eine Tochter hatte. Der Diplomat Martin Bolldorf ist ihr Sohn.

## Auszeichnungen
- 1982 Pro Ecclesia et Pontifice[4]
- 1997 Komturkreuz des Landes Burgenland[4]

## Werke

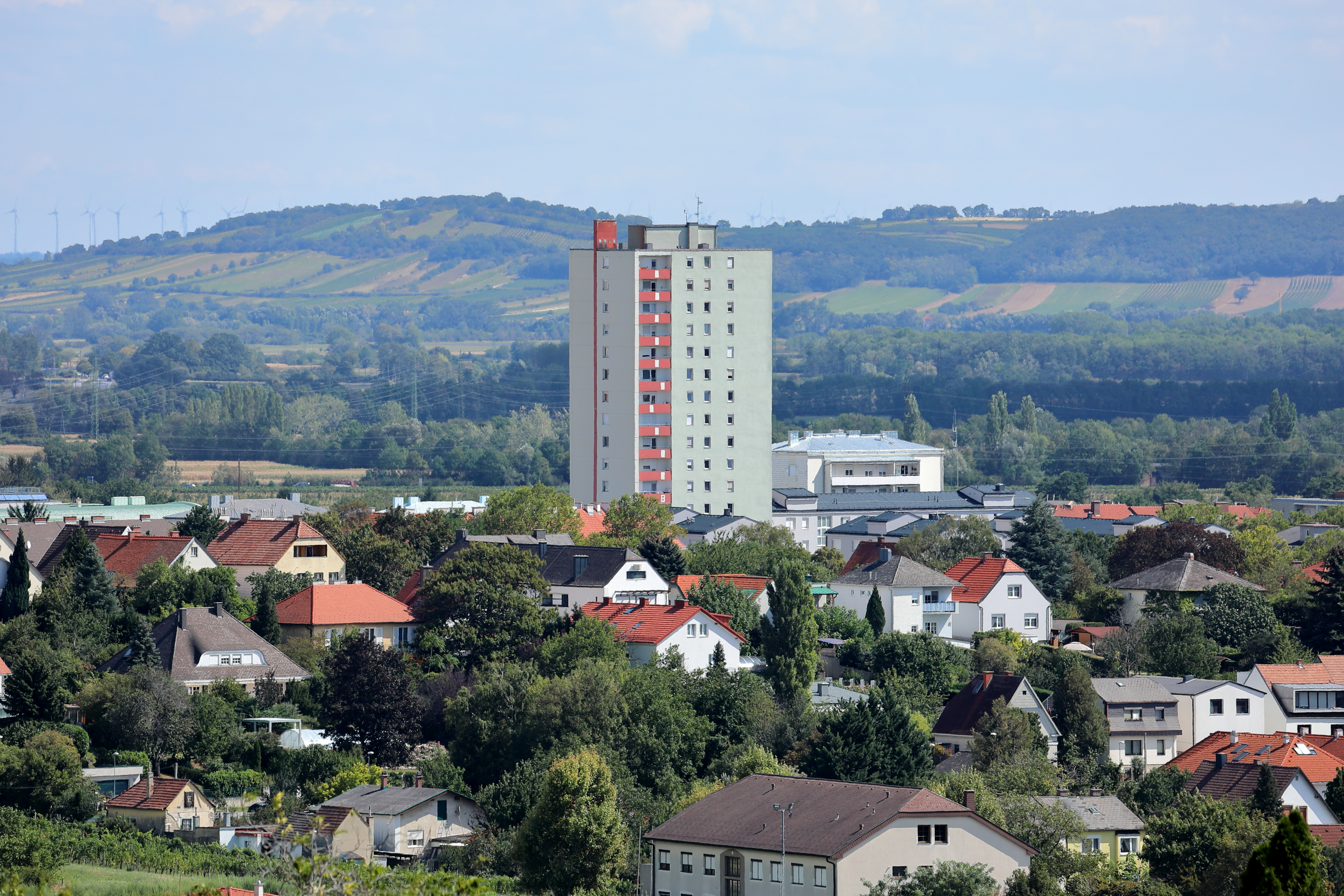
Erstes und einziges Hochhaus in Eisenstadt; Fertigstellung 1971

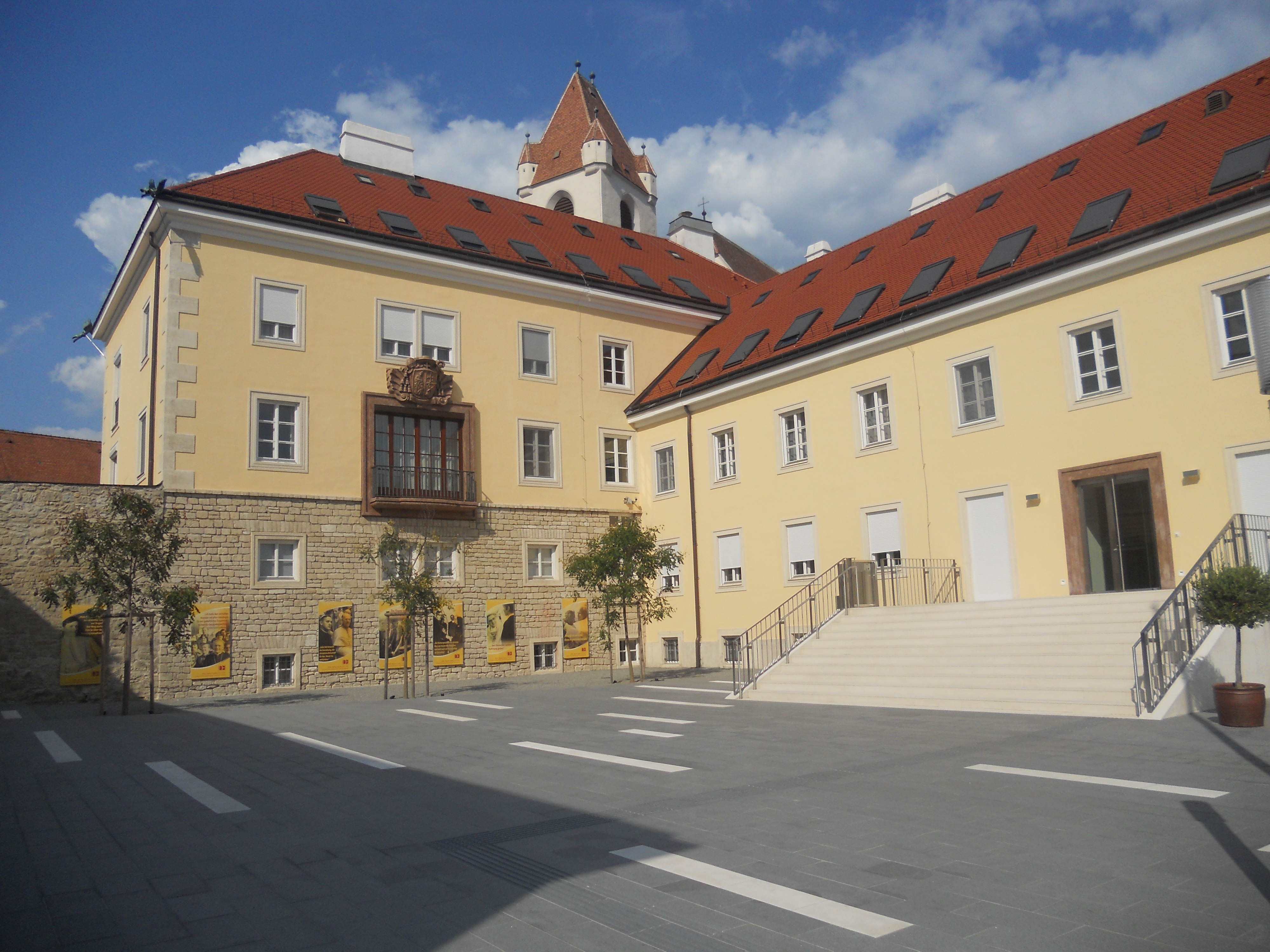
Der Bischofshof in Eisenstadt (2013), 1951/52 errichtet

| Jahr          | Werk / Projekt |
| ------------- | --- |
| 1936–1940     | Leitung der gesamten Innengestaltung des Wiener Funkhauses in der Argentinierstraße                               |
| 1938–1940     | Entwicklung von Wohnhaustypen für eine Anlage am Laaerberg, Wien                                                  |
| 1942–1943     | Stadtplanerin für Melitopol und Simferopol auf der Krim                                                           |
| 1944–1945     | Mitarbeit an Rettungsaktionen und Kriegsschadenbehebung, u. a. Schloss Belvedere, Schönbrunn, Stephansdom in Wien |
| 1947          | Kirchenbänke mit Schnitzereien für die Prandtauerkirche, St. Pölten                                               |
| 1947/1951     | Moderner Erweiterungsbau der Pfarrkirche Johannesberg                                                             |
| 1951/1952     | Bischofshof in Eisenstadt                                                                                         |
| 1953/1954     | Wohnhausanlage Grinziger Straße, Wien (zweigeschossige Wohnhäuser für den Wiener Gemeindebau)                     |
| 1950er–1960er | Umbau und Hochhäuser in Eisenstadt, u. a. erstes Wohnhochhaus (1971)                                              |
| 1963–2001     | Restaurierung und Revitalisierung von Schloss Kobersdorf                                                          |
| ohne Jahr     | Umbau der Pfarre Pitten                                                                                           |
| ohne Jahr     | Umbau des Dom St. Martin in Eisenstadt                                                                            |